# 平惟範
平 惟範（たいら の これのり）は、平安時代前期の公卿。桓武平氏、大納言・平高棟（高棟王）の三男。官位は従三位・中納言。

## 経歴
貞観16年（874年）三世王の蔭位により従五位下に直叙され、蔵人に任ぜられて清和天皇の退位までの3年間天皇の身近に仕える。翌貞観17年（875年）皇太后宮権亮にも任ぜられ、以降清和・陽成・光孝・宇多四朝の30年近くの長きに亘って、清和天皇の母である皇太后・藤原明子にも仕えた。この間、元慶元年（877年）従五位上、元慶4年（880年）正五位下、仁和2年（886年）従四位下、寛平6年（894年）従四位上と順調に昇進する。また、仁和4年（888年）には前年即位したばかりながら、天皇親政に意欲を見せる宇多天皇の要請を受けて、封事七ヶ条を奏上している。
醍醐朝の延喜2年（902年）参議に任ぜられ公卿に列す。議政官として大蔵卿・左兵衛督を兼帯し、この間の延喜4年（904年）正四位下に昇叙されている。延喜8年（908年）従三位・中納言に叙任され、翌延喜9年（909年）右近衛大将を兼ねるが、同年9月18日薨去。享年55。最終官位は中納言従三位右近衛大将。

## 人物
学識に優れ、醍醐天皇の命により貞観から延喜年間までの詔勅類をまとめた『延喜格』の編纂に参画した。
漢詩にも通じ、宇多朝の仁和4年（888年）に画師・巨勢金岡が御所の障子に当代の優れた漢詩人を描いた際、惟範もそのひとりに選ばれている。また、翌寛平元年（889年）に行われた残菊宴で詠んだ漢詩作品が伝わっている。

## 官歴
注記のないものは『日本三代実録』による。
- 貞観16年（874年） 正月23日：従五位下（直叙）[1]。12月6日：蔵人[1]
- 貞観17年（875年） 8月15日：皇太后宮権亮[1]（皇太后・藤原明子）
- 元慶元年（877年） 11月21日：従五位上
- 元慶3年（879年） 2月15日：兼備後権介[1]
- 元慶4年（880年） 正月11日：兼備前権介[1]。4月15日：正五位下
- 元慶6年（882年） 正月7日：太皇太后宮権亮（皇太后・藤原明子が太皇太后になる）
- 仁和2年（886年） 正月7日：従四位下
- 仁和3年（887年） 2月17日：兼民部大輔。5月13日：兼弾正大弼、太皇太后宮権亮如元
- 仁和5年（889年） 4月13日：聴雑色袍[1]
- 寛平2年（890年） 正月18日：兼式部大輔[1]
- 寛平5年（893年） 3月15日：兼肥後権守[1]
- 寛平6年（894年） 正月7日：従四位上[1]
- 寛平9年（897年） 5月25日：大蔵卿[1]。6月19日：兼太皇太后宮権大夫[1]（太皇太后・藤原明子）
- 延喜2年（902年） 正月26日：参議、大蔵卿如元[1]
- 延喜3年（903年） 2月16日：兼播磨権守[1]
- 延喜4年（904年） 正月7日：正四位下[1]
- 延喜6年（906年） 正月11日：兼播磨権守[1]
- 延喜7年（907年） 正月13日：兼左兵衛督、去大蔵卿・播磨権守[1]
- 延喜8年（908年） 正月16日：従三位、中納言[1]。3月5日：兼検非違使別当[1]。8月26/28日：兼民部卿、去検非違使別当左兵衛督[1]
- 延喜9年（909年） 4月22日：兼右近衛大将、去民部卿[1]。9月18日：薨去（中納言従三位右近衛大将）[2]

## 系譜
- 父：平高棟
- 母：藤原有子（藤原長良の娘）
- 妻：人康親王の娘
  - 男子：平時望（877-938）
  - 男子：平伊望（881-939）